# Personal Velocity: Three Portraits
Pour plus de détails, voir Fiche technique et Distribution.
Personal Velocity: Three Portraits est un film américain réalisé par Rebecca Miller, sorti en 2002.

## Fiche technique
- Titre : Personal Velocity: Three Portraits
- Réalisation : Rebecca Miller
- Scénario : Rebecca Miller
- Décors : Judy Becker
- Costumes : Marie Abma
- Image : Ellen Kuras
- Montage : Sabine Hoffmann
- Musique : Michael Rohatyn
- Producteur : Alexis Alexanian, Lemore Syvan, Gary Winick
- Distribution : United Artists (cinéma) Metro-Goldwyn-Mayer (DVD)
- Budget : 125,000 USD
- Pays de production : États-Unis
- Langue : anglais
- Format : Couleur - 1,85 : 1 - Dolby Digital
- Genre : Drame
- Durée : 86 min.
- Dates de sortie :
  - États-Unis : 12 janvier 2002 (Sundance Film Festival)
  - Suisse : 3 août 2002 (Locarno Film Festival)
  - Canada : 6 septembre 2002 (Toronto International Film Festival)
  - France : 19 mai 2003 (Cannes Film Market)
  - Belgique : 19 novembre 2003

## Distribution
- Kyra Sedgwick : Delia Shunt
- Parker Posey : Greta Herskowitz
- Fairuza Balk : Paula
- Ron Leibman : Avram Herskowitz
- Wallace Shawn : Mr. Gelb
- Lou Taylor Pucci : Kevin
- Patti d'Arbanville : Celia
- Tim Guinee : Lee
- Ben Shenkman : Max
- Joel de la Fuente : Thavi Matola
- Leo Fitzpatrick : Mylert
- Marceline Hugot (en) : Pam
- Brian Tarantina : Pete Shunt
- Seth Gilliam : Vincent
- Josh Phillip Weinstein : Oscar
- Mara Hobel : Fay
- David Patrick Kelly : Peter
- John Ventimiglia : le narrateur (voix)

## Prix et distinctions
- 2012 : Festival du film de Sundance : Grand prix du jury pour un film dramatique

## Autour du film
- Personal Velocity: Three Portraits fut tourné pour un budget de 125 000 dollars du 14 mai à juin 2001[1].
- Le film a engrangé 811,299 dollars durant dix-huit semaines[2].